# The Sentinel (India)
The Sentinel is een Engelstalige krant die uitkomt in de Indiase deelstaat Assam. Het dagblad komt uit in vijf edities: Gauhati, Dibrugarh, Shillong, Silchar en Itanagar. Het blad, een van de twee grootste in de staat, werd in 1983 in Gauhati opgericht. The Sentinel Group richtte in 1987 de Assam-krant Ajir Asom op. In 1989 volgde een Hindi-versie van The Sentinel.